# 中田浩二 (足球运动员)
中田浩二（1979年7月9日—），已退役日本足球運動員，前日本國家足球隊成員。

## 俱樂部生涯
出生于1979年曾多次参加全国的中小学足球联赛，自从加盟了日本著名的鹿岛鹿角后，接连两年为本队拿到冠军做出了贡献。他参加日职联赛共出场共计123场，攻入26粒入球。
特鲁西埃当上任马赛主教练之后，在2005年1月把他签下，不过刚开始特鲁西埃就因为战绩不佳（2004-05赛季最终仅排名第五）被球队解雇，中田在05-06赛季的前14轮比赛中，他只获得了4次出场机会，而且都是替补出场。其后中田浩二转战瑞士超联赛球队巴塞尔，表现也不佳。
2008年，中田浩二回归母队鹿岛鹿角。效力球队期间，中田浩二一直都是球队的绝对主力。
2014年12月3日，鹿岛鹿角官方宣布，球队老将中田浩二正式宣布退役。
在鹿岛鹿角两次效力期间，中田浩二助球队五次问鼎联赛冠军，两次夺得天皇杯、四次夺得日本联赛杯。

## 國家隊生涯
中田浩二多年来一直是日本国家足球队主力，2002年世界杯上参加了日本队的全部的四场比赛，并且有不错的表现。
他为日本国家队打进的两球都出现在2004年亚洲杯上，分别是半决赛对巴林以及决赛对中国。在决赛日本与中国的比赛中，福西崇史率先打进一球，李明为中国扳平比分，但在第66分钟，中田浩二用手打进一球，主裁赛义德·卡米尔判罚进球有效，日本凭借此球2-1再次超出比分，最后时刻玉田圭司再进一球，中国以1-3输了决赛。
在2004年亚洲杯决赛，中国对日本的比赛中，中国以1-3败给日本队，在日本第二个入球中，中田浩二以手把球推进龙门，但球证仍判入球有效。

## 個人生活
前日本国脚中田浩二宣布他将与交往1年多的日本女演员长泽奈央结婚。中田浩二是男大女5岁。妻子长泽奈央出生于1984年，现育有2男1女。

## 外部連結
- 中田浩二在 National-Football-Teams.com 上的出场纪录
- 中田浩二 – FIFA國際賽競賽紀錄 (存檔)
- Soccerway資料庫：中田浩二
- 日本職業足球聯賽中的中田浩二 （日語）
- Rising Sun News profile（页面存档备份，存于）
- 中田浩二的X（前Twitter）